# غريغوري فرنسيس نونان
غريغوري فرنسيس نونان (بالإنجليزية: Gregory Francis Noonan)‏ هو قاضي ومحامي أمريكي، ولد في 12 مايو 1906 في نيويورك في الولايات المتحدة، وتوفي في 1 مايو 1964.